# مارک روته
مارک روته (به هلندی: Mark Rutte) (زادهٔ ۱۴ فوریه ۱۹۶۷) یک سیاستمدار هلندی از حزب مردم برای آزادی و دموکراسی و دبیر کل ناتو از اکتبر ۲۰۲۴ است. وی از ۱۴ اکتبر ۲۰۱۰ تا ۲ ژوئیه سال ۲۰۲۴ نخست‌وزیر هلند بود.
در ۷ ژوئیه ۲۰۲۳، روته پس از اینکه ائتلافش در مورد چگونگی رسیدگی به مهاجرت فزاینده پناهندگان به توافق نرسید، استعفای دولت خود را اعلام کرد. دولت او تا زمان استقرار کابینه بعدی تا انتخابات پاییز ۲۰۲۳ نقش سرپرستی را بر عهده داشت. روته به دلیل توانایی‌اش در بیرون آمدن از رسوایی‌های سیاسی و حفظ اعتبار خود، «مارک تفلون» نامیده می‌شود.

## تحصیلات
روته در لاهه، در استان هلند جنوبی، در یک خانواده اصلاح طلب هلندی به دنیا آمد. او کوچک‌ترین فرزند ایزاک روته (۵ اکتبر ۱۹۰۹–۲۲ آوریل ۱۹۸۸)، بازرگان و همسر دوم او، هرمینا کورنلیا دیلینگ (۱۳ نوامبر ۱۹۲۳–۱۳ مه ۲۰۲۰)، منشی است. ایزاک روته در یک شرکت بازرگانی کار می‌کرد. ابتدا به عنوان وارد کننده در هند شرقی هلند، بعداً به عنوان مدیر در هلند. همسر دوم او خواهر همسر اول خود، پترونلا هرمانا دیلینگ (۱۷ مارس ۱۹۱۰–۲۰ ژوئیه ۱۹۴۵) بود، همسر او در ۲۰ ژوئیه ۱۹۴۵ درگذشت، در جریان جنگ جهانی دوم، در تیدنگ، یک اردوگاه اسیران در باتاویا که اکنون جاکارتا است او و همسرش را با هم زندانی کردند.

## نخست‌وزیری
در انتخابات عمومی ۲۰۱۰، VVD بیشترین تعداد آراء را به دست آورد، در نتیجه آنها برای اولین بار در تاریخ حزب به بزرگ‌ترین حزبی که در مجلس نمایندگان اکثریت را به دست آوردند تبدیل شدند. پس از مذاکرات طولانی مدت ائتلاف، روته به عنوان نخست‌وزیر هلند که کابینه اول روته را رهبری می‌کرد سوگند یاد کرد. هنگامی که روته در ۱۴ اکتبر ۲۰۱۰ سوگند یاد کرد، او اولین نخست‌وزیر لیبرال در ۹۲ سال گذشته و دومین و جوانترین نخست‌وزیر تاریخ هلند به‌شمار می‌رفت.
بن‌بست در مذاکرات در مورد بودجه منجر به سقوط زودهنگام دولت وی در آوریل ۲۰۱۲ شد، اما انتخابات عمومی بعدی باعث شد VVD بالاترین تعداد کرسی‌های خود را حفظ کند، در نتیجه برای تشکیل دولت منجر به ائتلاف VVD و حزب کارگر شد. در دولت هلند وی اولین نفری بود که دوره کامل خود را از سال ۱۹۹۸به بعد گذراند و در حالی که در انتخابات عمومی ۲۰۱۷ VVD کرسی‌های خود را از دست داد، اما همچنان بزرگ‌ترین حزب باقی ماند. پس از یک دوره حفظ رکورد طولانی صدارت، روته با ائتلاف جدیدی بین احزاب VVD , CDA , D66 و CU موافقت کرد و در ۲۶ اکتبر ۲۰۱۷ به عنوان نخست‌وزیر سوگند یاد کرد.

## رسوایی
در ۱۵ ژانویه ۲۰۲۱ مارک روته ضمن پذیرش مسئولیت سال‌ها سوء مدیریت در زمینه کمک هزینه کودکان که باعث تباهی مالی هزاران خانواده شده استعفای جمعی اعضای دولت خود را اعلام کرد.